# Брустурі (Нямц)
Брустурі (рум. Brusturi) — село у повіті Нямц в Румунії. Входить до складу комуни Брустурі.
Село розташоване на відстані 316 км на північ від Бухареста, 39 км на північ від П'ятра-Нямца, 92 км на захід від Ясс.

## Населення
За даними перепису населення 2002 року у селі проживали 1874 особи, з них 1873 особи (99,9%) румунів. Усі жителі села рідною мовою назвали румунську.